# St. Michael (Kirchanschöring)

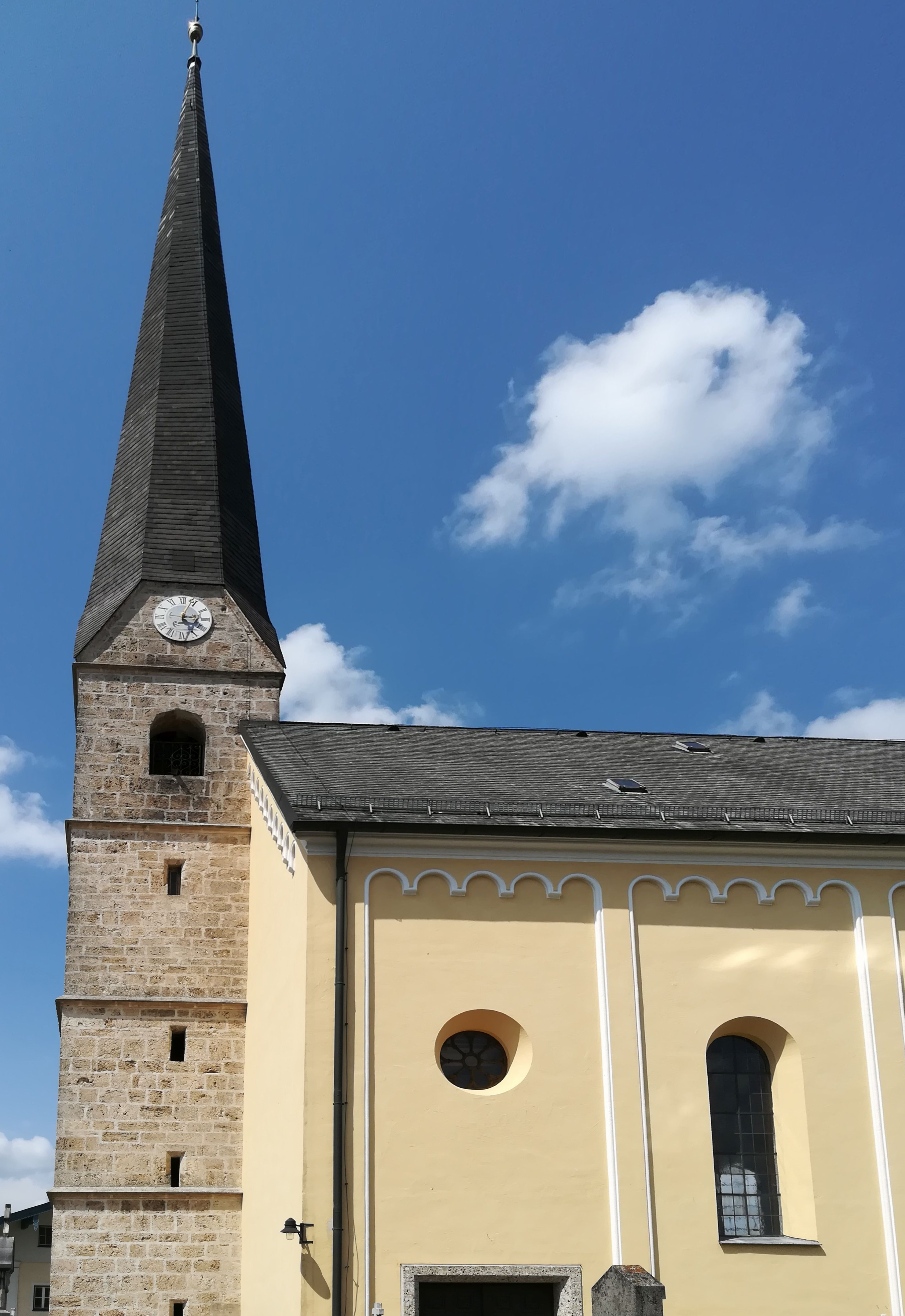
Pfarrkirche St. Michael in Kirchanschöring

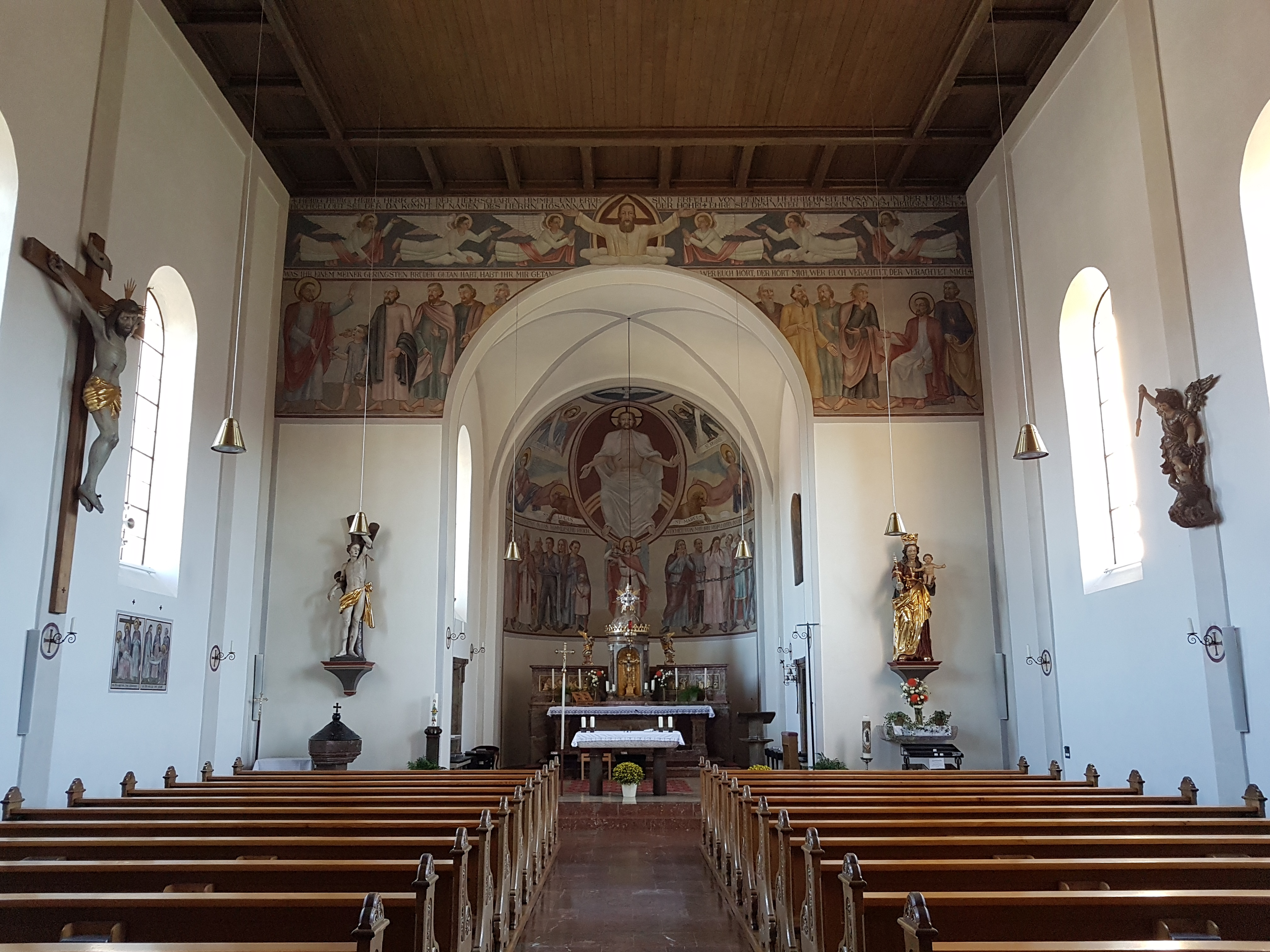
Innenraum

Die römisch-katholische Pfarrkirche St. Michael ist die heutige Hauptkirche von Kirchanschöring. Bis zur Erhebung zu einer eigenen Pfarrei im Jahr 1922 war St. Michael wie ebenso die St.-Ägidius-Kirche von Kirchstein eine Filialkirche der Pfarrei St. Johann Baptist von Petting.

## Geschichte
Bereits vor 1335 bestand am Ort eine Michaelskirche, die vom Salzburger Erzbischof dem Augustiner Chorherrnstift St. Zeno von Reichenhall zur seelsorgerischen Betreuung übertragen wurde. Wegen der weiten Entfernung zur Pfarrkirche Petting wurde hier schon früh ein Friedhof errichtet. In der ersten Hälfte des 15. Jahrhunderts entstand ein Neubau der Kirche, von dem sich der Kirchturm noch erhalten hat. Durch die Grenzziehung von 1816 gelangte dieser ursprünglich Salzburger Landstrich an das Königreich Bayern und 1821 an die Erzdiözese München-Freising.
Durch ein Vermächtnis des ortsansässigen J. Georg Hofer (1813–1871) wurden die finanziellen Voraussetzungen für einen teilweisen Neubau der Kirche, der wegen der Bevölkerungszunahme notwendig war, geschaffen. Zwischen 1881 und 1885 wurde nach den Plänen des Münchener Oberbaurats Friedrich Reuter der Neubau unter Beibehaltung des spätgotischen Westturms geschaffen. Dieser Turm ist aus Tuffstein mit einem Sockel, vier Geschossen, einem trapezförmigen Abschluss und einem Spitzdach errichtet. An diesen schließt ein neoromanisches Langhaus mit einem Chorraum und eine Apsis an. Die Außenwände sind durch Lisenen gegliedert und weisen an den Traufseiten und den Giebeln einen Rundbogenfries auf. An der Ostseite befindet sich in einer Nische ein Fresko des Kirchenpatrons St. Michael von Georg Gschwendner (1904–1991). An der Südseite ist eine zweigeschossige Sakristei angebaut.
Die Weihe der neuen Kirche erfolgte am 18. Juni 1885 durch Erzbischof Anton von Steichele. 1914 wurde Georg Rinser, bislang Kooperator von Petting Expositus in Kirchanschöring und 1922 der erste Pfarrer in der neugegründeten Pfarrei. Während des Ersten Weltkrieges mussten zwei Glocken abgegeben werden, die 1923 durch eine Michaeli- und eine Florianiglocke ersetzt wurden. 1942 wurden wieder zwei Glocken zum Einschmelzen abgebaut, 1949 wurde das Geläut durch eine Muttergottes-, die Herz-Jesu- und die Michaeliglocke wieder ergänzt (Töne f, as, b), die alte Sebastianiglocke erklingt mit dem Ton c.
Vor dem Pfarrheim befindet sich der sogenannte „Bistumsstein“ mit den Symbolen der Diözesanheiligen Rupert mit dem Salzfass von Salzburg und dem hl. Korbinian mit dem Bären für München-Freising. Das Denkmal wurde von Dieter Schmidt aus Fridolfing aus einem Granitfindling geschaffen.

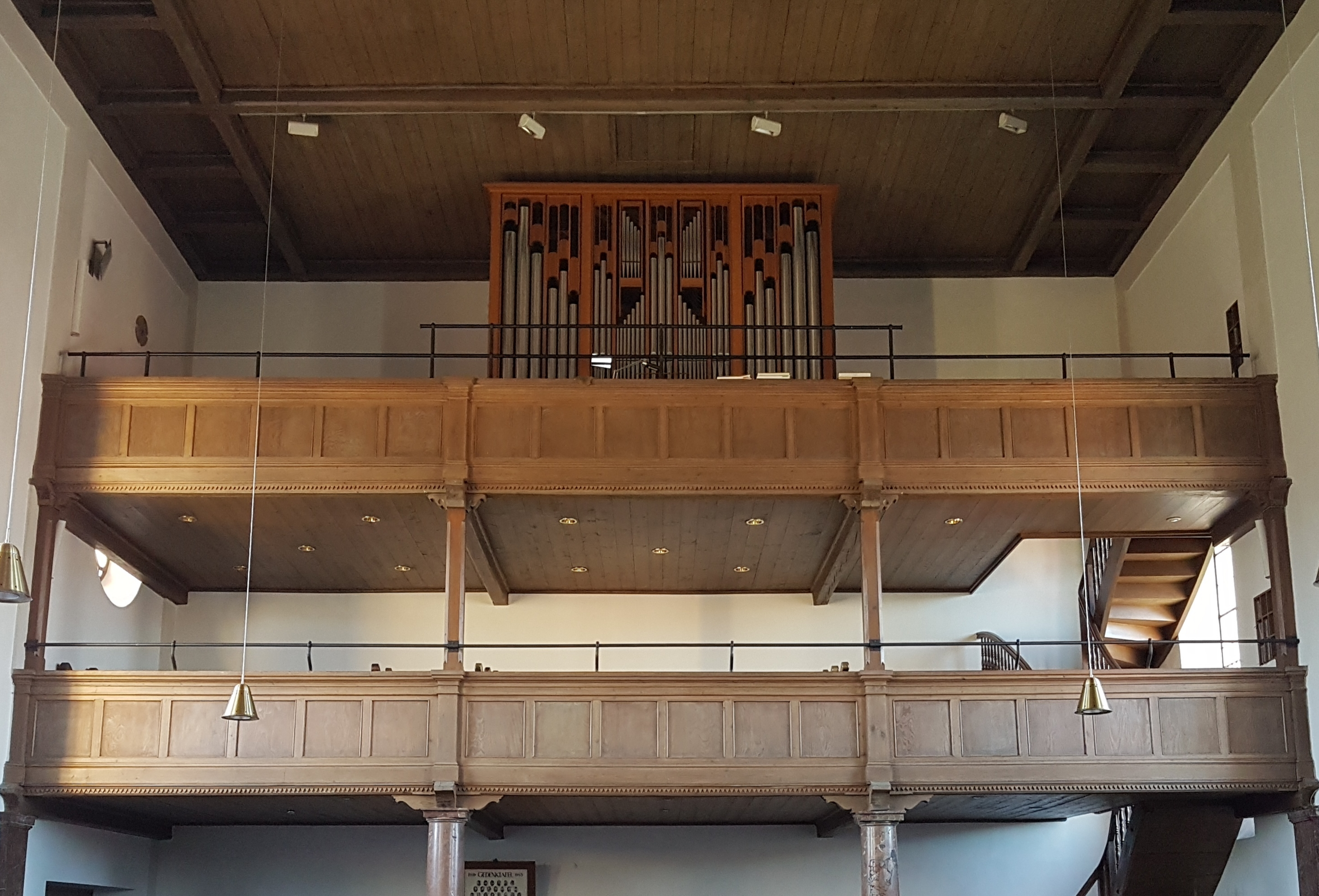
Orgelempore der St.-Michael-Kirche

## Innenausstattung
Das Fundament des Hochaltars stammt aus der Rosenheimer Pfarrkirche St. Nikolaus. Dieser 1881 hierher transferierte Altar ist ursprünglich 1794 von dem Münchener Steinmetzmeister Michael Matheo geschaffen worden. Der Aufbau besteht aus einem St. Sebastiansaltar auf der Epistelseite und einem Marienaltar auf der Evangelienseite. Auch die rotmarmornen Türgewände des Sakristeieingangs und der gegenüber liegenden Wandnische stammen aus Rosenheim.
Bei der Kirchenrenovierung 1954 wurden Teile der früheren Ausstattung (Aufbauten der Hoch- und Seitenaltäre, Glasgemälde in den Langhaufenstern, Wandmalereien im Chorbogen, geschnitzte Rahmen der Kreuzwegstationen und weitere Figuren aus dem 19. Jahrhundert) entfernt. Apsis, Chorwand und Langhaus wurden mit Malereien von Georg Gschwendner ausgestattet. Christus ist dabei in einer Mandorla mit den Symbolen der Evangelisten und darüber einer Heilige-Geist-Taube dargestellt. Im unteren Teil des Bildes wird das Jüngste Gericht mit dem Erzengel Michael als „Seelenwäger“ abgebildet. Das Wandgemälde setzt sich im oberen Teil fort. Die ebenfalls von Georg Gschwendner stammenden 14 Kreuzwegstationen sind zu fünf Bildfolgen zusammengefasst. Anstelle von Nebenaltären befinden sich an der rechten Seite die Figur „Maria mit dem Kind“ von Georg Winkler aus dem 20. Jahrhundert und auf der linken Seite ein Heiliger Sebastian, gefertigt von Simon Högner (um 1690). Das älteste Teil der Kirche ist ein achteckiges Taufbecken aus Adneter Marmor, das um 1500 geschaffen wurde. Eine Figur des Heiligen Michael mit dem Drachen befindet sich an der südlichen Langhauswand; gestaltet wurde sie von dem Südtiroler Meinrad Stufflesser (1988).
Die flache Kirchendecke ruht auf Kragsteinen, an den Seiten ist die hölzerne Decke kassettiert. An der Westseite ist eine Doppelempore, die auf Marmorsäulen und seitlichen Pilastern ruht. Die Orgel wurde 1995 von der Vorarlberger Firma Rieger Orgelbau geschaffen und 1996 durch Pfarrer Christoph Kronast eingeweiht.